# Jacobo Rial Barreiro
Jacobo Rial Barreiro (Santiago de Compostela, 8 de abril de 1976) es un ex-árbitro de baloncesto gallego de la liga ACB.

## Trayectoria
Licenciado en Educación Física por la Universidad de la Coruña, Jacobo Rial empezó como árbitro en 1993, cuando se adhirió al Comité Gallego de Árbitros. En el año 2000 comienza a arbitrar a nivel estatal en la tercera división (Liga EBA). En 2005 comenzó a arbitrar en la Liga LEB y al año siguiente arbitró ya oficialmente en la categoría. En el año 2009 ascendió a la primera división del deporte en España, al arbitrar su primer partido en la Liga ACB.

## Temporadas
| Categoría        | País   | Año               |
| ---------------- | ------ | ----------------- |
| Categorías bases | España | 1993 - 2000       |
| Liga EBA         | España | 2000 - 2006       |
| Liga LEB         | España | 2006 - 2009       |
| Liga ACB         | España | 2009 - 2021       |
| Liga LEB         | España | 2021 - Actualidad |